# Holmegaards herrgård
Holmegaards herrgård är en herrgård på Själland i Næstveds kommun.
Herrgården omtalas första gången i slutet av 1300-talet. Nuvarande huvudbyggnad uppfördes 1635. Mittbyggnaden har två våningar, den övre framspringande över den nedre. Herrgården som tidigare tillhörde släkten Daa, tillhörde från 1800 släkten Danneskjold-Samsøe, som 1825 anlade Holmegaard Glasværk.